# Temporada da NBA de 1976–77
A Temporada da NBA de 1976-77 foi a 31º temporada da National Basketball Association. O campeão foi o Portland Trail Blazers.